# L'Erismena

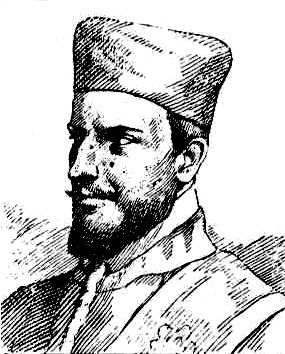
Francesco Cavalli

L'Erismena är en italiensk opera (dramma per musica) i prolog och tre akter med musik av Francesco Cavalli och libretto av Aurelio Aureli.

## Historia
Operan hade premiär den 30 december 1655 på Teatro Sant' Apollinare i Venedig. L'Erismena var en stor succé och uppfördes flitigt under 1600-talet. Den var känd till och med i England där librettot översattes till engelska för en tänkt föreställning. 

## Personer
- Erimante, Kung av Media (bas)
- Erismena, hans dotter (sopran)
- Aldimira, Erimantes favorit (sopran)
- Alcesta, Aldimiras forna amma (kontraalt)
- Idraspe (Erineo), Prins av Iberien (kontraalt)
- Orimeno, Prins of Colchus (sopran)
- Agrippo, Orimenos tjänare (bas)
- Diarte, fångvaktare (bas)
- Clerio (sopran)
- Flerida (sopran)
- Oriste (bas)

## Handling
Aldimira är ofrivillig favorit hos kung Erimante. Hon älskar dock två andra män: Orimeno och Idrape. Erismena var tidigare förlovad med Idraspe. När Erismena anländer utklädd till soldat blir Aldimira förälskad i "soldaten" vilket väcker Erimantes svartsjuka. Kungen, som plågas av en profetisk mardröm, låter fängsla Erismena och beordrar Idraspe att förgifta henne. Slutligen förenas Erismena och Idraspe, som visar sig vara bror till Aldimira, medan Erismena visar sig vara Erimantes sedan länge försvunna dotter.